# Década de 1230
Séculos: (Século XII - Século XIII - Século XIV)
Décadas: 1180 1190 1200 1210 1220 - 1230 - 1240 1250 1260 1270 1280
Anos: 1230 - 1231 - 1232 - 1233 - 1234 - 1235 - 1236 - 1237 - 1238 - 1239